# Совтер-де-Комменж
Совте́р-де-Комме́нж (фр. Sauveterre-de-Comminges, окс. Sauvatèrra de Comenge) — коммуна во Франции, находится в регионе Юг — Пиренеи. Департамент — Верхняя Гаронна. Входит в состав кантона Барбазан. Округ коммуны — Сен-Годенс.
Код INSEE коммуны — 31535.

## География
Коммуна расположена приблизительно в 660 км к югу от Парижа, в 90 км к юго-западу от Тулузы.

## Климат
Климат умеренно-океанический. Зима мягкая и снежная, весна характеризуется сильными дождями и грозами, лето сухое и жаркое, осень солнечная. Преобладают сильные юго-восточные и северо-западные ветры.

## Население
Население коммуны на 2010 год составляло 720 человек.
| 1962 | 1968 | 1975 | 1982 | 1990 | 1999 | 2010 |
| ---- | ---- | ---- | ---- | ---- | ---- | ---- |
| 726  | 745  | 771  | 654  | 730  | 720  | 720  |

## Администрация
| Период | Период | Фамилия          | Партия | Примечания |
| ------ | ------ | ---------------- | ------ | ---------- |
| 1977   | 2008   | Жан Дийан        |        |            |
| 2008   | 2014   | Жан-Мишель Линет |        |            |
| 2014   | 2020   | Филипп Пра       |        |            |

## Экономика
В 2010 году среди 404 человек трудоспособного возраста (15—64 лет) 279 были экономически активными, 125 — неактивными (показатель активности — 69,1 %, в 1999 году было 64,9 %). Из 279 активных жителей работали 245 человек (120 мужчин и 125 женщин), безработных было 34 (14 мужчин и 20 женщин). Среди 125 неактивных 31 человек были учениками или студентами, 54 — пенсионерами, 40 были неактивными по другим причинам.